# Rivière Chalifour
Rivière Chalifour är ett vattendrag i Kanada.   Det ligger i provinsen Québec, i den östra delen av landet, 600 km norr om huvudstaden Ottawa.
Omgivningarna runt Rivière Chalifour är i huvudsak ett öppet busklandskap. Trakten runt Rivière Chalifour är nära nog obefolkad, med mindre än två invånare per kvadratkilometer.